# Kakadu molucka
Kakadu molucka (Cacatua moluccensis) – gatunek ptaka z rodziny kakaduowatych (Cacatuidae). Występuje w Indonezji w południowych Molukach, szczególnie na wyspie Seram. Osiedlono ją też na pobliskiej wyspie Ambon. Populacje z wysp Saparua i Haruku prawdopodobnie wymarły. Nie wyróżnia się podgatunków.
Średnie wymiary
- Długość ciała – 52 cm.
- Długość skrzydła – 30 cm.
- Masa ciała – 850 g.

Rozmnażanie

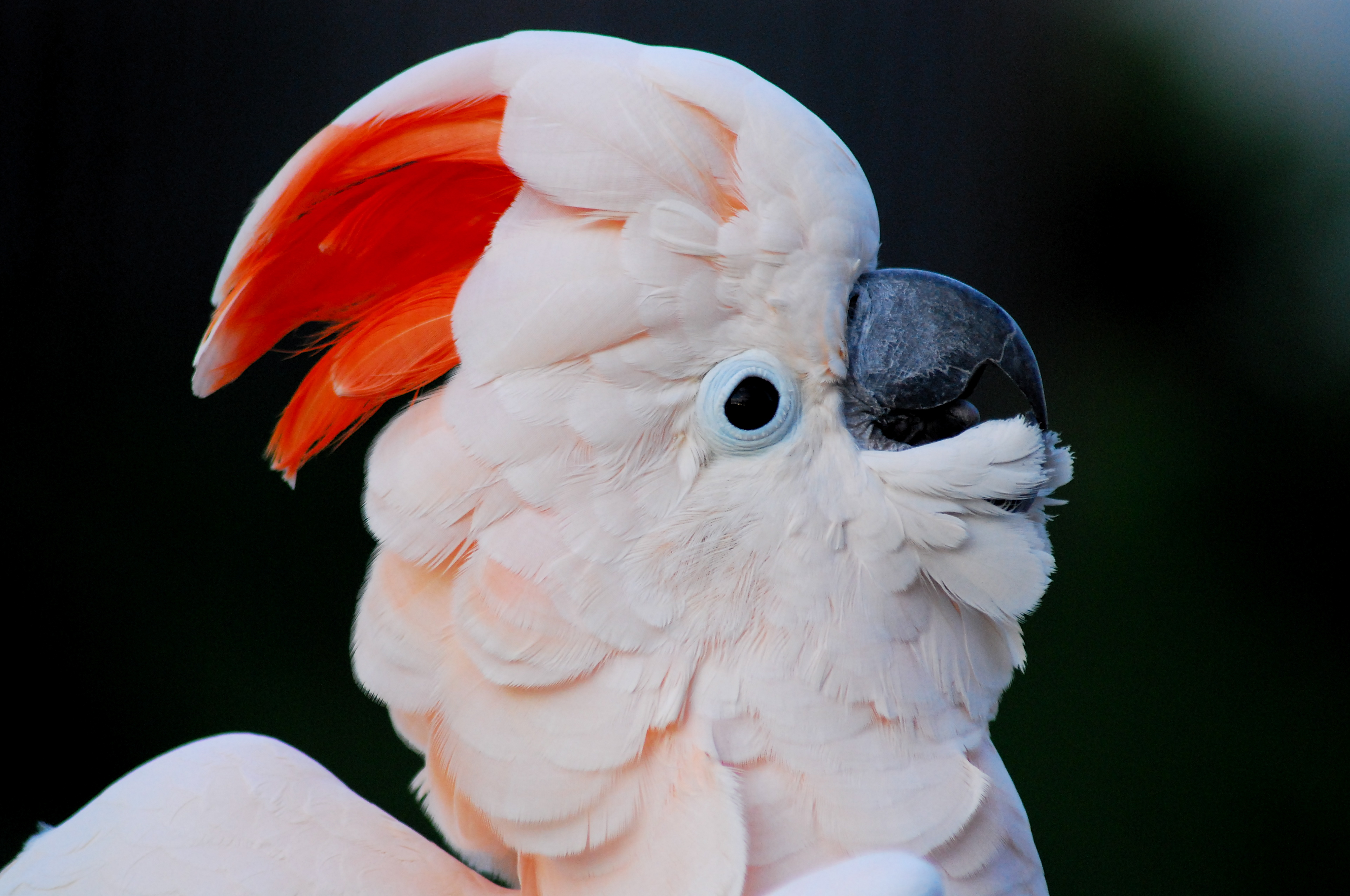
Osobnik z nastroszonym grzebieniem

- Okres lęgowy: po zakończeniu pory deszczowej, od maja do października.
- Liczba jaj: do 7, najczęściej 2–3.
- Okres wysiadywania: do 30 dni.

Tryb życia
- Zwyczaje: ptak dzienny.
- Pożywienie: nasiona, orzeszki, owoce, zapewne też owady.
- Głosy: bardzo głośne jęczenie i krzyk.
- Długość życia: w niewoli ponad 50 lat.

StatusMiędzynarodowa Unia Ochrony Przyrody (IUCN) od 2024 roku klasyfikuje kakadu molucką jako gatunek zagrożony (EN – endangered). Wcześniej, od 1994 roku była uznawana za gatunek narażony (VU – vulnerable). Liczebność populacji, według szacunków, zawiera się przedziale 20 000 – 62 000 dorosłych osobników. Trend liczebności populacji uznaje się za spadkowy. Do głównych zagrożeń dla gatunku należy odłów z przeznaczeniem na handel jako ptak klatkowy oraz niszczenie i fragmentacja siedlisk wskutek wylesiania i pozyskiwania drewna.